# Кінематограф Туреччини
Кінематограф Туреччини, також відомий як Єшільчам (тур. Yeşilçam, досл. «Зелена сосна») — це псевдонім, яким називають турецьке кіномистецтво та індустрію. Він є важливою частиною турецької культури і процвітав протягом багатьох років, пропонує розваги глядачам Туреччини та експатріантам по всій Європі. Останнім часом має велику популярність в арабському світі, а також відомий в США. Першим фільмом, виставленим в Османській імперії, став фільм братів Люм'єрів 1895 р. Поїзд L'Arrivée d'un en gare de La Ciotat, який показали у Стамбулі 1896 року. Першим фільмом турецького виробництва став документальний фільм під назвою «Ayastefanos'taki Rus Abidesinin Yıkılışı» (Знесення російського пам’ятника в Сан-Стефано), режисер Фуат Узкинай, знятий в 1914 році. Перший художній фільм «Шпигун» Седата Сімаві вийшов у 1917 році. Перший звуковий фільм у Туреччині було показано 1931 року.

## Історія

### Огляд
Що стосується кінопродукції, то Туреччина тут розділила долю багатьох національних кінематографів XX століття. Виробництво фільмів було безперервним до 50-х років, а ринком кіно в цілому керували декілька великих імпортних компаній, які боролися за домінування в найбільш щільних та прибуткових містах, таких як Стамбул та Ізмір. Кінотеатри майже не показували місцеві фільми, і більшість програм складалися з фільмів сильніших західних кіноіндустрій, особливо з США, Франції, Італії та Німеччини. Виробництво фільмів виходило насамперед із багатонаціональних студій, які могли розраховувати на свою всебічну дистрибуційну мережу разом із власними кінотеатрами, гарантуючи тим самим рентабельність своїх інвестицій. Між 1896—1945 роками кількість кінофільмів, що виробляються на місцевому рівні, не досягала навіть 50 фільмів загалом, що менше, ніж щорічне виробництво кіно в 1950-х та 1960-х роках. Вітчизняні фільми становили лише невелику частку від загальної кількості екранізованих фільмів у Туреччині до 1950-х.
Кінопродукція в Туреччині різко зросла після Другої світової війни. Із загалом 49 фільмів, знятих у 1952 році, цей один рік дорівнював більшому випуску, виробленому в Туреччині, ніж усі попередні роки разом. Протягом 1960-х років Туреччина стала п'ятим найбільшим кінопродюсером у світі, оскільки щорічне виробництво фільму досягло 300 фільмів лише на початку 1970-х. Порівняно з іншими національними кінотеатрами, досягнення турецької кіноіндустрії після 1950 року все ще знаменні.
Протягом 1970-х років вплив телебачення та відео як нових популярних форм засобів масової інформації та політичних потрясінь (часто рука об руку з глибокими економічними кризами) починаючи з 1980 року і продовжуючи до початку середини 1990-х, спричинив різке падіння продажу кількості квитків в кінотеатри, що призвело до постійного зниження їх вартості. Кількість щорічних продажів квитків зменшилася з піку 90 мільйонів квитків у 1966 році  до 56 мільйонів квитків у 1984 році і лише 11 мільйонів у 1990 році. Відповідно, кількість кінотеатрів скоротилася приблизно з 2000 у 1966 році  до 854 у 1984 році та 290 у 1990 році. Протягом 1990-х років середня кількість фільмів, що випускаються на рік, залишалася між 10–15; зазвичай половина з них навіть не потрапляла в кінотеатри.
З 1995 року ситуація покращилася. Після 2000 року щорічні продажі квитків зросли до 20 мільйонів, а з 1995 року кількість театрів постійно зростає приблизно до 500 загальнонаціональних. В даний час турецькі фільми привертають аудиторію мільйонів глядачів і регулярно очолюють списки блокбастерів, часто перевершуючи закордонні фільми в прокаті. Однак говорити про існування галузі важко, оскільки більшість фільмів — це скоріше індивідуальні проекти режисерів, які інакше заробляють на життя на телебаченні, рекламі чи театрі. Поширюванням цих фільмів займаються в основному транснаціональні корпорації, такі як Warner Bros. та United International Pictures.

### До 1950-х років
Більшість турецьких фільмів, випущених до 1950 року, були проєктами, ініційованими імпортними компаніями, що належать місцевим сім'ям, зокрема Ipek Film, дочірній компанії Ipek Merchandise, імпортної рекламної компанії, яка працювала в османських літературних журналах, таких як Servet-i Fünun на початку 19 ст. Ще однією важливою компанією ранньої епохи турецького кінематографа була компанія «Кемаль Фільм», постійну присутність якої в якості провідної імпортної компанії часто не помічають у кількох місцевих фільмах, знятих у 1920-х роках. (Засновники Kemal Film придбали свою першу кінокамеру в кредит у Ipek Merchandise). Обидві компанії були найсильнішими дистрибуторами фільмів до 1950-х років і єдиними компаніями, які були достатньо фінансово надійними для виробництва фільмів, з низькими ризиками фінансових невдач, оскільки вони вже володіли системою дистрибуції та театральними мережами, які гарантували рентабельність інвестицій.
Однак помітні розробки цих компаній повинні розглядатися як необхідні адаптації до технологічного прогресу західних кіноіндустрій, фільми яких вони показували. Одним з таких прикладів є створення студії дубляжу «Мармара» на початку 1930-х років, коли на Заході закінчилася тиха епоха, і звукові фільми стали стандартом, що спонукало компанії, що залежать від імпорту, підлаштовуватися під нові технологічні вимоги.
Великі дистриб'ютори в Стамбулі на чолі з «Ipek Film» і «Kemal Film» поступово розширили свою систему дистрибуції по всій країні протягом 1930-х років, що призвело до так званої «регіональної системи» (Bölge İşletmeleri), яка складалася з семи дистриб'юторських зон. Штаб-квартира знаходиться у найзначніших містах цих регіонів: Стамбул (Мармара), Ізмір (Егейський регіон), Анкара (Середній Анатолійський регіон), Самсун (Чорноморський регіон), Адана (Середземноморський регіон), Ерзурум (Східно-Анатолійська область) та Діярбакир (Південно-Східна Анатолійська область). Регіональна система стала набагато важливішою після 1950-х років, коли місцеве кіновиробництво різко зросло, а місцеві фільми перевершили імпортні фільми як за продажем квитків, так і за доходами. Ця система стала фінансовим фундаментом Єшільчама (його часто називали «турецьким Голлівудом»), який був серцем турецької кінопродукції в період 1955—1975 років. Після 1965 року, так звана, «комбінована система» (Kombine Sistem) на чолі з довірою регіональних лідерів, як кажуть, взяла під контроль майже все, що стосується виробництва.  Провідною фігурою довіри був продюсер Тюркер Інаноглу, який досі працює в медіа-бізнесі, зараз керує Ulusal Film, найбільшою в Туреччині телевізійною виробничою компанією.
Перший показ фільму в Туреччині відбувся в палаці Їлдиз, Стамбул, у 1896 році. Публічні покази Зігмунда Вайнберга в районах Бейоглу та Шехзадебаши відбулися в 1897 році. У той час Вайнберг вже був визначною фігурою, особливо відомий як представник іноземних компаній, таких як Pathé, для яких він продавав грамофони, перш ніж потрапляти в кінобізнес. Деякі джерела припускають, що він також був фотографом, знову ж таки внаслідок того, що був одним з представників іноземних компаній, таких як Kodak.
Перший турецький фільм «Знесення Московського меморіялу у Сан-Стефано», документальний фільм, створений Фуатом Узкинаєм у 1914 році, зобразив руйнування російського пам’ятника, спорудженого наприкінці 1877—1878 рр. Російсько-турецької війни в Єшількьої (тоді відомий як «Сан-Стефано») після вступу Туреччини до Першої світової війни. Першими тематичними турецькими фільмами були «Шлюб Хіммета аги» (1916—1918), розпочатий Вайнбергом, завершений Узкинаєм, «Лапа» (1917) і «Шпигун» (1917), обидва Седата Сімаві. Організаторами цього періоду були військова організація Центрального кінотеатру, напіввійськове товариство національної оборони та Товариство ветеранів-інвалідів.
У 1922 році про турецьку війну за незалежність був знятий великий документальний фільм «Незалежність, перемога Ізміра». Того ж року розпочала свою діяльність перша приватна кіностудія — «Кемаль Фільм». З 1923 по 1939 рік Мухсін Ертугрул був єдиним активним режисером у країні. За цей період він зняв 29 фільмів, в основному включаючи екранізації п’єс, оперет, художньої літератури та іноземних фільмів. В творчості Ертугрула дуже сильний вплив театру, що починається з Узкинай, Сімаві, Ахмета Фехіма та Шаді Карагозоглу.
Роки між 1939 та 1950 роками були перехідним періодом для турецького кіно, під час якого на нього вплинули театр, а також Друга світова війна. Поки в 1939 році було лише дві кінокомпанії, кількість збільшилася до чотирьох між 1946 та 1950 роками. Після 1949 року турецьке кіно змогло розвиватися як окрема форма мистецтва, з більш професійним переліком талановитих акторів.

### Епоха Єшільчама
Yeşilçam («Зелена сосна») — метонім для турецької кіноіндустрії, подібний до Голлівуду в Сполучених Штатах. Yeşilçam названий на честь вулиці Yeşilçam в Стамбульському районі Бейоглу, де знаходилось багато акторів, режисерів, членів знімальної групи та студій.
Єшільчам пережив свій розквіт з 1950-х до 1970-х років, коли щорічно випускав від 250 до 350 фільмів. У період з 1950 по 1966 р. понад п'ятдесят режисерів займалися кіномистецтвом у Туреччині. Омер Лютфі Акад сильно вплинув на той період, але Осман Фахір Седен, Атиф Їлмаз і Мемдух Ун зробили більшість фільмів. Фільм Сузуз Яз («Сухе літо»), знятий Метіном Ерксаном, отримав нагороду «Золотий ведмідь»на Берлінському кінофестивалі в 1964 році.
Кількість кінооператорів та кількість знятих фільмів постійно збільшувались, особливо після 1958 року. У 60-х роках програми театральних кафедр факультетів мови, історії та географії Анкарського університету та Стамбульського університету включали курси кінотеатру, як і середня школа преси та публікацій Анкарського університету. Також у відділі історії мистецтв Державної академії образотворчих мистецтв було створено відділення кіно.
Спілка турецьких кінопродюсерів та Державний кіноархів датуються 1960-ми роками. Державний кіноархів став Турецьким кіноархівом у 1969 році. У той самий період був заснований Інститут кіно-телебачення і приєднаний до Державної академії образотворчих мистецтв. Турецький державний архів також став частиною цієї організації. У 1962 р. Інститут кіно-телебачення став кафедрою Університету Мімара Сінана. Добре відомі режисери 1960-1970 періоду включають Метіна Ерксана, Атифа Їлмааз, Мемдуха Уна, Халіта Рефіга, Дуйгу Сагироглу, Ремзі Айдина Йонтурка і Невзата Песена. У 1970 році кількість кінотеатрів і кіноманів вражаюче зросла. У 2424 кінотеатрах по всій країні фільми переглянули рекордні 247 мільйонів глядачів.
У 1970 році було знято приблизно 220 фільмів, і цей показник сягнув 300 у 1972 році. У цей період турецьке кіно народило легендарних зірок, помітними прикладами яких були Кемаль Сунал, Кадір Інанір, Тюркан Шорай та Шенер Шен. Однак після цього періоду кіно почало втрачати свою аудиторію через загальнонаціональні телепередачі. Після 1970 року з'явилося нове і молоде покоління режисерів, але їм довелося впоратися зі зростанням попиту на відеофільми після 1980 року.
Єшільчам постраждав через поширення телебачення та широке політичне насильство наприкінці 1970-х. Після турецького перевороту 1980 року виробництво фільмів повністю припинилося. Однак Єшільчам пожвавився з 2002 року, створивши такі критично відомі фільми, як Узак ( Гран-прі (Каннський кінофестиваль), 2003 ), Бабам ве-Оглум ( Мій батько і мій син ) та Пропаганда.

### Занепад Єшільчама та епоха після Єшільчама
Зростання витрат на виробництво та труднощі при імпорті сировини призвели до зменшення кількості знятих фільмів у 1970-х роках, але якість плівок покращилась. На початку дев'яностих років виходило ледве два-три фільми на рік. У цей період більшість зірок сімдесятих або перейшли до зйомок в телебаченні, або намагалися відновити колишню славу Єшільчама. Деякі з відомих прикладів цієї епохи є Eşkıya (The Bandit) і Züğürt Ağa Пан Голота, і в головній ролі Шенер Шен. Обидва фільми отримали хороші відгуки критиків та комерційну оцінку.
Однак відродження Єшільчама не відбулося до виходу Vizontele в 2001 році. Фільм був зрежисований, написаний та знятим з фільму Їлмаза Ердогана, який був уже добре відомий з його тривалого ситкому Бір Демета Тіятро та його відданості театру. У фільмі зіграли роль його звичайних п'єс, зокрема, Демет Акбаг, Алтана Еркеклі та Джема Їлмаза. Величезний комерційний успіх цього фільму (його переглянули 2,5 мільйона глядачів) привернув увагу галузі. Через кілька років Джем Їлмаз випустив власний фільм «GORA», в якому він написав і знявся. Це та продовження Vizontele Vizontele Tuuba побило рекорди Vizontele, досягнувши відповідно 3,5 мільйона та 3 мільйони глядачів.
Відтоді були створені фільми з більшим бюджетом, включаючи помітні приклади, такі як Куртр Вадісі: Ірак ( Долина вовків: Ірак ), який переглянули рекордні 4 мільйони людей, Бабам ве Оглум ( Мій батько і Мій син), і другий фільм Джема Їлмаза Хоккабаз ( «Чарівник» ).
У 2000-х роках спостерігається зростання експериментальних фільмів. До них відносяться фільм Тюрева 2005 року, який був знятий без попередньо написаного сценарію і навіть демонстрував відверті кадри акторів, і Анлат Стамбул ( Стамбульські казки ), ансамблевий твір, розділений на п’ять «міні-фільмів», який отримав сильний прийом.
«Körler / Jaluziler İçin» — це перший турецький художньо-фантастичний фільм, який не є комедією, культовим фільмом, рімейком чи анімацією, що відзначає своє унікальне місце як віху в історії турецького кіно. Отримав міжнародне визнання. Його режисер, продюсер та редактор — Озан Дуру Адам. Фільм вигадує інноваційну, нетрадиційну візуальну мову.
Виробничі номери також зросли у другій половині 2000-х, досягнувши 40 фільмів у 2007 році, причому чотири найкращі хіти прокату в цьому році вимагали турецькі фільми, оскільки кіноіндустрія знову стала прибутковою завдяки поліпшенню технічної якості, відповідно до виробничих витрат комерційних фільмів збільшується.
У 2015 році кількість прийому на душу населення становила 0,8. Також Sinemia опублікував дослідження про те, що Конья стала містом з найчастішими відвідувачами кіно.

## Юридичні питання
Хоча потреба у законі про кіно часто обговорювалася протягом історії Турецької Республіки, до 1986 року не було розроблено жодного конкретного закону чи постанови. Хоча фільми, як правило, розглядаються як товари, що підпадають під дію законів щодо оподаткування, але за змістом їх контролювали комісії, які часто працюють як механізми цензури.
У 30-х роках деякі члени парламенту піднімали питання про те, як фільми будуть впливати на дітей. Це було популярним питанням в той час не тільки в Туреччині, але і в США та інших країнах світу. Пізніше, у 60-х роках, дискусія навколо так званого «закону Байкама» створила серед парламентарів та зацікавлених сторін у цій галузі досить значну напругу. У 1977 та 1978 роках були проведені подальші дискусії щодо закону про кіно, але безрезультатно.
Нарешті, у 1986 році був прийнятий парламентом закон про кінематограф, хоча він зазнав сильної критики з боку індустрії та кіноінтелігенції, однак відтоді є основним законодавчим документом щодо питань кіно в Туреччині. Новий закон мав на меті забезпечити підтримку тих, хто працює в кіно та музиці. У 1987 році почалася реорганізація кіноіндустрії для вирішення проблем та забезпечення її розвитку. Міністерство культури того ж року створило «Професійну спілку власників турецьких творів кіно».
«Авторські права та головне управління кіно» було засновано в 1989 році, а також «Фонд підтримки кіно та музичного мистецтва». Цей фонд використовується для надання фінансової підтримки кіносектору.

### Рейтингові системи та цензура
Одним з найбільш цікавих досліджень з проблеми фільму цензури в Туреччині Алім Şerif Onaran «s Sinematografik Hürriyet (Cinematic Свобода), опублікований в 1968 році Міністерство внутрішніх справ, але написано в 1963 році і є першим дослідженням в Туреччині, яка отримала доктор наук на тему, що стосується кіно. Це дослідження все ще є найважливішим — як не лише — дослідженням методів оцінки фільму, застосовуваних у Туреччині до 1950-х років. Сам Онаран, працюючи членом Комісії з рейтингів кіно в молодші роки, був справжнім знавцем цієї теми, і його дослідження також включають приклади пізнього османського періоду. За іронією долі, Онаран став одним з найважливіших інтелектуалів кіно в Туреччині, завдяки своїм багатим знанням історії ранньої світової кінострічки рокам, які він проводив за переглядом фільмів, які були зараховані оцінювати як члена комітету.
Дуже цікавий приклад щодо рівня абсурду, до якого могла б досягти цензура, згадується у книзі Четіна Єткіна «Сіясал Іктидар Саната Карши» («Політичний режим проти мистецтва»), опублікованій у 1970 році. Він розповідає про фільм, який був класифікований як «непридатний для експорту», оскільки Комітет з оцінювання вирішив, що фільм містить «комуністичну пропаганду». Власник фільму, який звернувся до комітету за сертифікатом на експорт, був здивований, побачивши це рішення, оскільки в заяві заявив, що його намір полягав у продажу копії фільму дистриб'ютору в Радянському Союзі, провідному світовому провіднику комуністична країна в той час.

## Важливі цифри

### Режисери
- Озан Адам
- Атиф Їлмаз
- Çağan Irmak
- Ertem Eğilmez
- Faruk Aksoy
- Фатіх Акин
- Ферзан Озпетек
- Halit Refiğ
- Kartal Tibet
- Kutluğ Ataman
- Memduh Ün
- Metin Erksan
- Nejat Saydam
- Nesli Çölgeçen
- Нурі Більге Джейлан
- Osman Sınav
- Ömer Kavur
- Reha Erdem
- Remzi Aydın Jöntürk
- Семіх Капланоглу
- Sinan Çetin
- Şerif Gören
- Tunç Başaran
- Türker İnanoğlu
- Ümit Ünal
- Yavuz Özkan
- Yavuz Turgul
- Yeşim Ustaoğlu
- Їлмаз Ґюней
- Zeki Demirkubuz
- Zeki Ökten

### Актори та актриси
- Аділе Нашит
- Ahmet Mekin
- Ажда Пеккан
- Aliye Rona
- Ayhan Işık
- Ayla Algan
- Ayşen Gruda
- Aytaç Arman
- Bedia Muvahhit
- Belgin Doruk
- Бюлент Ерсой
- Cahide Sonku
- Джунейт Аркин
- Чолпан Ільхан
- Ediz Hun
- Ekrem Bora
- Erdal Özyağcılar
- Erol Evgin
- Erol Günaydın
- Erol Taş
- Eşref Kolçak
- Fatma Girik
- Fikret Hakan
- Filiz Akın
- Gazanfer Özcan
- Göksel Arsoy
- Gönül Yazar
- Gülşen Bubikoğlu
- Hale Soygazi
- Halil Ergün
- Halit Akçatepe
- Hulusi Kentmen
- Хюлья Кочїіт
- Itır Esen
- Ібрахім Татлисес
- İzzet Günay
- Kadir İnanır
- Kartal Tibet
- Kemal Sunal
- Kerem Yılmazer
- Leman Çıdamlı
- Лейла Саяр
- Metin Akpınar
- Metin Serezli
- Muhterem Nur
- Muzaffer Tema
- Müjde Ar
- Münir Özkul
- Müşfik Kenter
- Небахат Чехре
- Nubar Terziyan
- Nur Sürer
- Орхан Генджебай
- Öztürk Serengil
- Perran Kutman
- Sadri Alışık
- Salih Güney
- Selda Alkor
- Şener Şen
- Şevket Altuğ
- Tarık Akan
- Tuncel Kurtiz
- Türkan Şoray
- Yıldız Kenter
- Їлмаз Ґюней
- Zeki Alasya
- Zeki Müren
- Zeynep Değirmencioğlu

### Сценаристи
- Attilâ İlhan
- Bülent Oran
- Kemal Tahir
- Orhan Kemal
- Orhan Pamuk
- Ümit Ünal
- Yavuz Turgul

## Помітні фільми

### Класика
- Adı Vasfiye
- Anayurt Oteli
- Ayna
- Dokuzuncu Hariciye Koğuşu
- Duvar
- Gelin
- Hababam Sınıfı
- Kibar Feyzo
- Maden
- Muhsin Bey
- Piyano Piyano Bacaksız
- Selamsız Bandosu
- Selvi Boylum, Al Yazmalım
- Sevmek Zamanı
- Susuz Yaz
- Sürü
- Süt Kardeşler
- Tosun Paşa
- Uçurtmayı Vurmasınlar
- Umut
- Uzak
- Vesikalı Yarim
- Yazgı
- Yılanların Öcü
- Yol
- Züğürt Ağa

### Фільми сучасної епохи
- Anlat İstanbul
- Beş Vakit
- Bornova Bornova
- Eşkıya
- Gemide
- Gönül Yarası
- İki Genç Kız
- İklimler
- Kader
- Kasaba
- Masumiyet
- Mayıs Sıkıntısı
- Mustafa Hakkında Her Şey
- Sıfır Dediğimde
- Türev
- Uzak
- Uzak İhtimal
- Zerre
- Zenne Dancer
- Körler / Jaluziler İçin - For The Blinds

### Культові фільми
- Canım Kardeşim
- Hababam Sınıfı series
- 3 Dev Adam
- Ayşecik series
- Kilink: Soy ve Öldür
- Malkoçoğlu series
- Nuri Alço movies
- Tarkan series
- Turist Ömer series
- Yıkılmayan Adam

### Комерційні успіхи
- A.R.O.G
- Babam ve Oğlum
- Beyaz Melek
- Beynelmilel
- Beyza'nın Kadınları
- Five Minarets in New York
- Fetih 1453
- G.O.R.A.
- Hokkabaz
- I Saw the Sun
- Recep İvedik
- Karpuz Kabuğundan Gemiler Yapmak
- Kurtlar Vadisi: Irak
- Mustang
- Organize İşler
- Sınav
- Vizontele
- Çakallarla Dans
- Çakallarla Dans 2: Hastasıyız Dede
- Kaybedenler Kulübü
- Düğün Dernek

### Список турецьких фільмів
Колись в Анатолії.

## Основні події

### Фестивалі
- Кінофестиваль Адани — ще один важливий кінофестиваль, що проводиться щорічно у місті Адана. Його найвища нагорода — Золота черепа, отримана в минулому такими видатними діячами, як Їлмаз Ґюней, який сам виріс в Адані.
- Фестиваль жіночої кінострічки в Анкарі — (тур. Uçan Süpürge) (Літаюча мітла) — єдиний в Туреччині фестиваль, присвячений фемінізму та гендерним питанням. Фестиваль проводиться щорічно в Анкарі. Фестиваль має на меті підтримати молодих жінок у створенні їхніх дебютних фільмів та організовує семінари з сценаріїв та кінорежисури.
- Міжнародний кінофестиваль «Золотий апельсин» в Анталії — найпрестижніший і найпопулярніший фестиваль Туреччини. Щороку учасників нагороджують Золотим апельсином за видатні виступи у таких категоріях, як найкращий фільм, найкращий режисер та найкращий актор / актриса.
- Стамбульський міжнародний кінофестиваль — вперше відбувся у 1982 році, цей щорічний кінофестиваль є однією з найважливіших інтелектуальних подій в Туреччині, що часто змушує багатьох кінематографістів, які живуть за межами Стамбула, поїхати туди на відпочинок, щоб побачити представлені там найцінніші зразки світового кіно.

### Основні міжнародні нагороди
- Золотий ведмідь на 14 Берлінському міжнародному кінофестивалі: Сухе літо
- Золотий Леопард 1979 р. Міжнародний кінофестиваль Локарно: Стадо
- Гран-прі журі на 33-му Берлінському міжнародному кінофестивалі: Сезон у Хаккарі
- Palme d'Or в Каннському кінофестивалі 1982 року: Йол
- Премія «Золотий кубок» за найкращий художній фільм у Шанхайському міжнародному кінофестивалі 1999 року: Пропаганда
- Гран-прі в Каннському кінофестивалі 2003 року: Узак
- Золотий ведмідь на 54-му Берлінському міжнародному кінофестивалі: Head-On
- Золота оболонка у 2008 році Міжнародний кінофестиваль Сан-Себастьян: Коробка Пандори
- Золотий ведмідь на 60-му Берлінському міжнародному кінофестивалі: Мед
- Гран-прі в Каннському кінофестивалі 2011: Колись в Анатолії
- Премія «Золотий кубок» за найкращий художній фільм у Шанхайському міжнародному кінофестивалі 2011 року: Хайде Бре
- Гран-прі де Амерікес у Монреальскому світовому кінофестивалі 2012 року: Де горить вогонь
- Золотий Георгій у Московському міжнародному кінофестивалі 2013 року: Частинка
- Palme d'Or в Каннському кінофестивалі 2014 року: зимовий сон
- Спеціальний приз журі 71-го Венеціанського міжнародного кінофестивалю: Сівас

## Організації, пов'язані з кіно

### Кіношколи
- Ізмір економічного університету кіно і відділ Digital Media, Ізмір
- Кафедра кіно і телебачення університету Анадолу, Ескішехір
- Факультет зв'язку університету Анкари, кафедра радіо, телебачення та кіно, Анкара
- Факультет комунікації університету Bahçeşehir, кафедра кіно і телебачення, Стамбул
- Факультет образотворчих мистецтв університету Бейкент, кафедра кіно і телебачення, Стамбул
- Кафедра комунікацій та дизайну університету Білкент, Анкара
- Факультет образотворчих мистецтв імені Докуза Ейлюля, кафедра кінодизайну, Ізмір
- Кафедра радіо-теле-теле-кіно Університету Еге, Ізмір
- Факультет комунікації університету Галатасарай, кафедра радіо-теле-кіно, Стамбул
- Факультет зв'язку університету Хацетпе, кафедра радіотелебачення та кіно, Анкара
- Факультет комунікації, кіно та телебачення, університет Стамбульського університету Білгі, Стамбул
- Факультет зв’язку Стамбульського університету, кафедра радіо телебачення та кіно, Стамбул
- Кадір має університетський відділ радіо-теле-теле-кіно, Стамбул
- Факультет образотворчих мистецтв університету Мармара, кафедра кінодизайну, Стамбул
- Мімар Сінан університет образотворчих мистецтв Факультет образотворчих мистецтв, кафедра кіно і телебачення, Стамбул
- Факультет комунікації, радіо-телебачення, кінознавства, університет Єдитепе, Стамбул
- Факультет зв'язку університету Акденіз, кафедра радіо-теле-кіно, Анталія
- Факультет образотворчих мистецтв університету ім. Чанаккале Онсекіза Матра, кафедра кіно і телебачення, Чанаккале

### Спілки, фонди, професійні організації
- Турецькі комісії з кіно (Асоціація турецьких кінокомісій)
- FILM YON — Спілка кінорежисерів
- ФІЯБ [Архівовано 12 червня 2020 у Wayback Machine.] — Професійна асоціація кінопродюсерів
- Стамбульська торгова палата, Професійний комітет кіномитців кінопродюсерів, імпортерів, власників кіно та розповсюджувачів відео.
- SESAM — Професійний союз кінопродюсерів, імпортерів, власників кіно
- SINE-SEN — Спілка робітників кіно в Туреччині
- СОДЕР — Асоціація акторів кіно
- АСОЦІАЦІЯ ФІЛЬМОВИХ КОМІСІЙ
- Фільм Мардіна— неприбуткова організація, яка має на меті просувати Мардин на місцевому та міжнародному рівнях як місце зйомок і сприяти розвитку стійкої культури кіно в Мардіні.

## Дивись також
- Янакі та Мілтон Манакі
- Турецька телевізійна драма
- Світове кіно